# سونگ ناک-وون
سونگ ناک-وون (انگلیسی: Sung Nak-woon; ۲ فوریهٔ ۱۹۲۶ – ۲۸ مهٔ ۱۹۹۷) بازیکن فوتبال اهل کره جنوبی بود.
وی همچنین در تیم ملی فوتبال کره جنوبی بازی کرده‌است.
وی در مسابقات کشوری و بین‌المللی در مجموع برندهٔ ۱ مدال طلا شده‌است.